# Eugen Johansen
Eugen Wilhelm Johansen, född 1 februari 1892 i Oslo, död 31 december 1973 i Ottestad, var en norsk ryttare.
Johansen blev olympisk silvermedaljör i fälttävlan vid sommarspelen 1928 i Amsterdam.